# JJ Hanrahan
Pas d'image ? Cliquez ici

a Compétitions nationales et continentales officielles uniquement.

b Matchs officiels uniquement.
Dernière mise à jour le 3 avril 2025.
John Joseph Hanrahan, né le 27 juillet 1992 à Currow (en) (Kerry, Irlande), est un joueur irlandais de rugby à XV jouant principalement au poste de demi d'ouverture, mais aussi ponctuellement comme centre ou arrière, au Connacht.
Bien que sélectionné en équipe d'Irlande des moins de 20 ans et dans l'équipe espoir appelée Emerging Ireland (en), J. J. Hanrahan n'a jamais été sélectionné avec l'équipe première d'Irlande.

## Biographie

### Jeunesse et formation
John Joseph Hanrahan naît le 27 juillet 1992 à Currow (en) (dans le comté de Kerry, à l'ouest de l'Irlande).
Il commence à jouer au rugby à XV avec Castleisland RFC dans le comté de Kerry, où il est né, à l'âge de 7 ans. Il fréquente le collège catholique Rockwell College (en), près de Cashel, où il a déménagé après avoir été détecté lorsqu'il jouait Castleisland lors d'une finale de Munster des moins de 16 ans. Hanrahan marque un drop gagnant pour Rockwell lors de la demi-finale de 2010, avant de perdre la finale de la Coupe Senior de Rugby des Écoles de Munster (en) 2010 contre le Presentation Brothers College de Cork (en).

### Débuts comme professionnel au Munster (2012-2015)
Hanrahan a fait sa première apparition en équipe senior pour le Munster contre le Stade rochelais lors d'un match amical de pré-saison le 12 août 2011. Il a fait partie de l'équipe du Munster A qui remporte la British and Irish Cup en 2012.
Hanrahan obtient son premier contrat professionnel pour la saison 2012-2013. Il fait ses débuts officiels en équipe première le 22 septembre 2012, lors d'un match de Pro12 contre les Dragons gallois Dragons. Son premier match de coupe d'Europe a lieu le 21 octobre 2012 : J. J. Hanrahan entre comme remplaçant lors du match du deuxième tour du Munster contre Édimbourg à Thomond Park. Il obtient sa première titularisation pour le Munster cinq jours plus tard en championnat contre les Italiens de Zebre, marquant deux essais et remportant le titre honorifique d'homme du match. Hanrahan signe peu de temps après une prolongation de contrat de deux ans en janvier 2013. Lors de la saison 2012-2013, le Munster finit 6e du Pro12 et n'est pas qualifié pour la phase finale ; en Coupe d'Europe, le Munster est éliminé en demi-finale par l'ASM Clermont (16-10) après avoir sorti les Harlequins anglais en quarts (18-12).
JJ Hanrahan joue avec l'équipe d'Irlande des moins de 20 ans lors du Championnat du monde junior et impressionne lors de la victoire contre l'Afrique du Sud (futur vainqueur de la compétition), au point d'être nommé pour le titre de joueur de l'année par l'IRB. Tandis qu'il obtient 15 sélections chez les juniors, il n'est jamais appelé en seniors, barré notamment par Jonathan Sexton, Ian Madigan, Billy Burns et Joey Carbery,,.
Lors de sa première titularisation de la saison 2013-14 contre Zebre le 13 septembre 2013, Hanrahan marque 21 points et est désigné homme du match. Bien qu'alternant entre les titularisations et les places de remplaçants, il enchaîne les matchs aux postes d'arrière et demi d'ouverture. Le 25 octobre 2013, il marque tous les points de la victoire 6-13 du Munster contre les Glasgow Warriors, où il est à nouveau désigné homme du match, puis marque l'essai de la victoire contre l'USA Perpignan (17-18) lors de la quatrième journée de la Heineken Cup, le 14 décembre 2013, après être entré à l'ailier à la place de Keith Earls à deux minutes de la fin. Cet essai a été nommé pour le prix de l'essai de l'année 2014 de l'IRUPA (en). Il est nommé homme du match lors de la victoire 16-10 du Munster contre les Scarlets le 21 décembre 2013, marquant 11 points et offrant l'essai décisif de Ronan O'Mahony dans le temps additionnel grâce à un coup de pied transversal crucial. Il entre en jeu contre le Stade toulousain lors de la victoire 47-23 du Munster en quart de finale de la Heineken Cup le 5 avril 2014, puis lors de la demi-finale perdue contre le RC Toulon (24-16) le 27 avril 2014. Hanrahan remporte le prix du jeune joueur de l'année du Munster le 8 mai 2014 ainsi que le prix du Soulier d'or de la Saison 2013-2014 du Pro12 pour son taux de conversion des coups de pied (88,71 %),. Lors de la saison 2013-2014, le Munster finit 3e du Pro12 et échoue en demi-finale contre les Glasgow Warriors ; en Coupe d'Europe, le Munster est à nouveau éliminé en demi-finale, cette fois par le RC Toulon — futur vainqueur de la compétition — (24-16) après avoir sorti le Stade toulousain en quarts (47-23).
Hanrahan fait sa dernière apparition avec le Munster le 30 mai 2015, en sortant du banc lors de la défaite 31-13 de la finale du Pro12 2015 perdue contre les Glasgow Warriors. En Coupe d'Europe, le Munster ne parvient pas à sortir d'une poule relevée, constituée de l'ASM Clermont et des Anglais Saracens et Sale Sharks.

### Northampton Saints (2015-2017)
JJ Hanrahan quitte l'Irlande pour l'Angleterre et s'engage pour les Northampton Saints. Déçu de n'avoir jamais été sélectionné avec l'équipe d'Irlande, il cherche à « développer [son] jeu, grandir comme personne et acquérir autant d'expérience qu'[il] peut », afin d'augmenter ses chances d'être appelé en sélection.
Hanrahan a fait ses débuts pour les Northampton Saints en championnat d'Angleterre le 24 octobre 2015, en sortant du banc pour remplacer George Pisi blessé lors de la victoire 42-16 contre Newcastle Falcons. Il débute avec le club anglais en Coupe d'Europe lors de leur premier match de poule contre les Scarlets le 14 novembre 2015, marquant 5 points dans la victoire de son équipe 15-11.
Northampton achève la saison 2015-2016 à la 5e place et n'est pas qualifiée pour la phase finale du championnat ; en Coupe d'Europe, les Saints sont éliminés en quarts par les Saracens, futur vainqueurs de la compétition. L'année suivante, Northampton finit 7e du championnat et n'est pas qualifié pour la phase finale de la coupe d'Europe.
La carrière de Hanrahan aux Saints est cependant minée par les blessures, et il ne fait que 30 apparitions pour l'équipe au cours des deux saisons qu'il passe au club.

### Retour au Munster (2017-2021)
JJ Hanrahan retourne au Munster avec un contrat de deux ans à compter de la saison 2017-2018. Il fait son retour en compétition pour le Munster le 30 septembre 2017, sortant du banc contre Cardiff Blues lors de la 5e journée de la Pro14 2017-2018 et marquant deux essais lors de la victoire 39-16. Il transforme les 7 essais et est désigné homme du match lors de la victoire 49-6 du Munster contre les Dragons le 3 novembre 2017. Le Munster finit 2e de sa conférence puis échoue en demi-finale du Pro14 d'un point face au Leinster (16-15), futur vainqueur de la compétition ; en coupe d'Europe, le Munster est éliminté en demi-finale par le Racing 92 (27-22) après avoir sorti le RC Toulon en quarts (20-19).
Hanrahan est titulaire comme demi d'ouverture lors de la victoire d'ouverture de la Pro14 2018-2019 du Munster contre l'équipe sud-africaine des Cheetahs le 1er septembre 2018, marquant un essai et quatre transformations (38-0). Il signe une prolongation de contrat de deux ans en décembre 2018, un accord qui le voit rester avec la province irlandaise jusqu'à au moins de juin 2021. Hanrahan marqué 20 points, dont un essai, trois transformations et trois pénalités, et est désigné homme du match lors de la victoire 30-5 contre l'équipe française du Castres olympique le 9 décembre 2018 pour le compte de la deuxième poule de la Champions Cup.
Hanrahan joue son 100e match pour le Munster contre l'équipe italienne du Benetton Trévise le 12 avril 2019, marquant 17 points, dont quatre transformations et trois pénalités, et remportant le titre d'homme du match lors de cette victoire à l'extérieur sur le score de  37-28. En championnat, le Munster fait exactement le même parcours que l'an passé et est éliminé par le Leinster sur le score de 24 à 9 ; de même en coupe d'Europe, où le Munster est éliminé par les Saracens (32-16), futur vainqueur de la compétition.
Il remporte son deuxième Soulier d'or lors de la saison 2019-2020 du Pro14 pour être le meilleur marqueur de la compétition, terminant la saison régulière avec un taux de réussite de 90,91 %,. Son club échoue de nouveau en demi-finale du Pro14 contre le Leinster (13-3) et ne parvient pas à se qualifier pour les quarts de finale de coupe d'Europe.
Lors de la deuxième manche de la Champions Cup 2020-2021, le 19 décembre 2020, Hanrahan marque 24 points et contribue significativement à la victoire du Munster à l'extérieur contre le club français de l'ASM Clermont (39-31), alors que la province irlandaise était menée 28-9. Le Munster s'incline par la suite à domicile contre le Stade toulousain en huitièmes de finale de la compétition.
Hanrahan se distingue ensuite pour avoir offert une victoire sur un drop à la 81e minute en championnat contre Trévise le 30 janvier 2021 (18-16), puis en recevant le prix Eir Sport Try of the Season, qui récompense le plus bel essai de la saison, inscrit contre les Cardiff Blues lors de la 3e journée de Pro14 2020-2021 le 26 octobre 2020 (38-27). En championnat, le Munster perd en finale contre le Leinster sur le score de 16 à 6, que Hanrahan joue comme remplaçant.

### ASM Clermont (2021-2022)
JJ Hanrahan, signe un contrat d'un an (avec une année supplémentaire en option) avec le club français de Clermont-Ferrand pour la saison 2021-2022, et devient le premier joueur irlandais de l'histoire du club,. Il avait déjà été repéré par le staff clermontois quelques mois auparavant, quand il avait passé 24 des 39 points du Munster lors de la victoire du club irlandais en terres auvergnates en Coupe d'Europe,,. Hanrahan arrive au club dans un contexte où beaucoup d'attentes sont placées en lui, le poste d'ouvreur ayant posé de nombreux problèmes l'an passé, à la suite de la blessure de Camille Lopez. Il est choisi pour la possibilité de jouer ouvreur ou aux côtés de Lopez, pour la qualité de son jeu au pied, tant face au but que pour son jeu long précis, et pour ses facultés d'animation.
Déjà aligné en présaison du fait de l'indisponibilité de ce dernier, JJ Hanrahan fait ses débuts avec le club français dès la première journée : titulaire au poste de demi d'ouverture lors du déplacement à Lyon, il inscrit un essai mais laisse le but à Morgan Parra. Lors de la journée suivante, il est remplaçant et entre au poste de premier centre, marquant à nouveau un essai.

### Bref passage aux Dragons et signature au Connacht (2022-2025)
Peinant à s'imposer, JJ Hanrahan signe dès février 2022 pour la province galloise des Dragons.
À la fin de la saison 2022-2023, après seulement une saison et quatorze matchs joués au pays de Galles, il retourne dans son pays natal et s'engage avec le Connacht.
En février 2025, il est annoncé qu'il signe un contrat de deux saisons avec son ancienne province du Munster à compter de la saison 2025-2026.

## Palmarès

### En province
- Vainqueur de la British and Irish Cup en 2012 avec le Munster A.
- Finaliste du Pro12/Por14 en 2015 et 2021 avec le Munster.

### En sélection nationale
- Vainqueur de la Coupe des nations en 2014 avec l'Emerging Ireland (en).
- Vainqueur de la Tbilissi Cup en 2015 avec l'Emerging Ireland.

### Distinctions personnelles
- Meilleur réalisateur du Pro14 en 2020